# Ikuto Yamashita
Ikuto Yamashita (山下 いくと?, Yamashita Ikuto; Prefettura di Gifu, 1965) è un fumettista giapponese.

## Biografia
Yamashita si laureò alla Nagoya University Of Arts.
Il suo lavoro manga più rappresentativo Dark Whisper (serializzato in Dengeki Daioh), mentre nel campo dell'anime, è noto soprattutto per aver curato il mecha design delle serie  Neon Genesis Evangelion  (insieme a Hideaki Anno) e Yukikaze, la silfide del vento. I disegni per quest'ultimo sono stati originariamente fatti come attività ricreative, così come  Sentō Yōsei Shōjo tasuke te! Mave-chan .
Oltre a Evangelion, Yamashita curò anche altri prodotti della Gainax, come Gunbuster, Nadia - Il mistero della pietra azzurra e Blue submarine no. 6.